# Abierto de Estados Unidos 2021
El Abierto de Estados Unidos (en inglés: US Open) fue la edición número 141 y el último evento de Grand Slam del año. Se llevó a cabo en canchas duras al aire libre en el Centro Nacional de Tenis Billie Jean King de la USTA en la ciudad de Nueva York. Fue un evento de la Federación Internacional de Tenis (ITF, por sus siglas en inglés) que formó parte del Tour de la ATP de 2021 y del Tour de la WTA de 2021.

## Puntos y premios

### Distribución de puntos

#### Séniors
| Evento               | G    | F    | SF  | CF  | R16 | R32 | R64 | R128 |
| Individual masculino | 2000 | 1200 | 720 | 360 | 180 | 90  | 45  | 10   |
| Dobles masculino     | 1000 | 600  | 360 | 180 | 90  | 0   | —   | —    |
| Individual femenino  | 2000 | 1300 | 780 | 430 | 240 | 130 | 70  | 10   |
| Dobles femenino      | 1000 | 650  | 390 | 215 | 120 | 10  | —   | —    |

#### Silla de ruedas
| Evento           | G   | F   | SF  | CF  |
| Individual       | 800 | 500 | 375 | 100 |
| Dobles           | 800 | 500 | 100 | —   |
| Quad* Individual | 800 | 500 | 375 | 100 |
| Quad* Dobles     | 800 | 100 | —   | —   |

* Categoría específica de tenis en silla de ruedas

### Premios monetarios
| Evento     | G             | F             | SF          | CF          | R16         | R32         | R64         | R128       | C3         | C2         | C1         |
| Individual | 2 500 000 US$ | 1 250 000 US$ | 675 000 US$ | 425 000 US$ | 265 000 US$ | 180 000 US$ | 115 000 US$ | 75 000 US$ | 33 000 US$ | 21 000 US$ | 15 000 US$ |
| Dobles     | 660 000 US$   | 330 000 US$   | 164 000 US$ | 93 000 US$  | 54 000 US$  | 34 000 US$  | 20 000 US$  | —          | —          | —          | —          |

## Actuación de los jugadores en el torneo

### Individual masculino
| Campeón 🇷🇺 Danil Medvedev [1]  | Campeón 🇷🇺 Danil Medvedev [1] | Finalista 🇷🇸Novak Djokovic [2] | Finalista 🇷🇸Novak Djokovic [2] |
| Semifinalistas                 | Semifinalistas                | Semifinalistas                 | Semifinalistas                 |
| ------------------------------ | ----------------------------- | ------------------------------ | ------------------------------ |
| Alexander Zverev [4]           | Alexander Zverev [4]          | Félix Auger-Aliassime [12]     | Félix Auger-Aliassime [12]     |
| Eliminados en cuartos de final |                               |                                |                                |
| Matteo Berrettini [6]          | Lloyd Harris                  | Carlos Alcaraz                 | Botic van de Zandschulp [Q]    |
| Eliminados en cuarta ronda     |                               |                                |                                |
| Jenson Brooksby [WC]           | Oscar Otte [Q]                | Jannik Sinner [13]             | Reilly Opelka [22]             |
| Frances Tiafoe                 | Peter Gojowczyk [Q]           | Diego Schwartzman [11]         | Daniel Evans [24]              |
| Eliminados en tercera ronda    |                               |                                |                                |
| Kei Nishikori                  | Aslán Karatsev [21]           | Andreas Seppi                  | Ilya Ivashka                   |
| Jack Sock [WC]                 | Gaël Monfils [17]             | Nikoloz Basilashvili           | Denis Shapovalov [7]           |
| Andrey Rublev [5]              | Roberto Bautista [18]         | Henri Laaksonen [Q]            | Stefanos Tsitsipas [3]         |
| Facundo Bagnis                 | Alex Molčan [Q]               | Alexei Popyrin                 | Pablo Andújar                  |
| Eliminados en segunda ronda    |                               |                                |                                |
| Tallon Griekspoor              | Mackenzie McDonald            | Jordan Thompson                | Taylor Fritz                   |
| Hubert Hurkacz [10]            | Denis Kudla                   | Vasek Pospisil                 | Corentin Moutet                |
| Albert Ramos                   | Aleksandr Búblik [31]         | Steve Johnson                  | Zachary Svajda [WC]            |
| Maxime Cressy [Q]              | Lorenzo Musetti               | Ernesto Escobedo [WC]          | Roberto Carballés              |
| Pedro Martínez                 | Guido Pella                   | Emil Ruusuvuori                | Bernabé Zapata [LL]            |
| Christian Garín [16]           | Dušan Lajović                 | Arthur Rinderknech             | Adrian Mannarino               |
| Casper Ruud [8]                | Marco Trungelliti [Q]         | Brandon Nakashima [WC]         | Kevin Anderson                 |
| Grigor Dimitrov [15]           | Marcos Giron                  | Philipp Kohlschreiber [PR]     | Dominik Koepfer                |
| Eliminados en primera ronda    |                               |                                |                                |
| Holger Rune [Q]                | Jan-Lennard Struff            | Salvatore Caruso               | David Goffin [27]              |
| Jaume Munar                    | Gianluca Mager                | Mikael Ymer                    | Álex de Miñaur [14]            |
| Egor Gerasimov                 | Márton Fucsovics              | Laslo Djere                    | Lorenzo Sonego [20]            |
| Fabio Fognini [28]             | Tennys Sandgren               | Stefano Travaglia              | Jérémy Chardy                  |
| Sam Querrey                    | Lucas Pouille                 | Yoshihito Nishioka             | Yannick Hanfmann               |
| Federico Coria                 | Maximilian Marterer [Q]       | Marco Cecchinato               | Max Purcell [WC]               |
| Pablo Carreño [9]              | Sebastian Korda               | Emilio Nava [WC]               | Soon-Woo Kwon                  |
| Karen Jachanov [25]            | Pablo Cuevas                  | Tommy Paul                     | Federico Delbonis              |
| Ivo Karlović [Q]               | James Duckworth               | Christopher Eubanks [Q]        | Filip Krajinović [32]          |
| Nick Kyrgios                   | Kamil Majchrzak [Q]           | Feliciano López                | Evgeny Donskoy [Q]             |
| Norbert Gomboš                 | John Millman                  | Benoît Paire                   | Ugo Humbert [23]               |
| Cameron Norrie [26]            | Miomir Kecmanović             | Pierre-Hugues Herbert          | Andy Murray                    |
| Yuichi Sugita [LL]             | Carlos Taberner               | Taro Daniel                    | Alejandro Davidovich [29]      |
| John Isner [19]                | Cem Ilkel [Q]                 | Jiří Veselý                    | Ričardas Berankis              |
| Sam Riffice [WC]               | Radu Albot                    | Antoine Hoang [Q]              | Thiago Monteiro                |
| Marin Čilić [30]               | Mikhail Kukushkin [LL]        | Quentin Halys [Q]              | Richard Gasquet                |

### Individual femenino
| Campeona                       | Campeona                   | Finalista                     | Finalista                 |
| ------------------------------ | -------------------------- | ----------------------------- | ------------------------- |
| Emma Raducanu [Q]              | Emma Raducanu [Q]          | Leylah Fernandez              | Leylah Fernandez          |
| Semifinalistas                 |                            |                               |                           |
| María Sákkari [17]             | María Sákkari [17]         | Aryna Sabalenka [2]           | Aryna Sabalenka [2]       |
| Eliminadas en cuartos de final |                            |                               |                           |
| Belinda Bencic [11]            | Karolína Plíšková [4]      | Elina Svitólina [5]           | Barbora Krejčíková [8]    |
| Eliminadas en cuarta ronda     |                            |                               |                           |
| Shelby Rogers                  | Iga Świątek [7]            | Anastasia Pavlyuchenkova [14] | Bianca Andreescu [6]      |
| Simona Halep [12]              | Angelique Kerber [16]      | Garbiñe Muguruza [9]          | Elise Mertens [15]        |
| Eliminadas en tercera ronda    |                            |                               |                           |
| Ashleigh Barty [1]             | Sara Sorribes              | Jessica Pegula [23]           | Anett Kontaveit [28]      |
| Ajla Tomljanović               | Varvara Gracheva           | Petra Kvitová [10]            | Greet Minnen [LL]         |
| Daria Kasátkina [25]           | Elena Rybakina [19]        | Sloane Stephens               | Naomi Osaka [3]           |
| Kamilla Rakhimova [LL]         | Victoria Azárenka [18]     | Ons Jabeur [20]               | Danielle Collins [26]     |
| Eliminadas en segunda ronda    |                            |                               |                           |
| Clara Tauson                   | Sorana Cîrstea             | Su-Wei Hsieh                  | Shuai Zhang               |
| Martina Trevisan               | Misaki Doi                 | Jil Teichmann                 | Fiona Ferro               |
| Amanda Anisimova               | Petra Martić [30]          | Paula Badosa [24]             | Anna Schmiedlová [Q]      |
| Kristýna Plíšková [Q]          | Kateřina Siniaková         | Liudmila Samsónova            | Lauren Davis              |
| Rebeka Masarova [Q]            | Markéta Vondroušová        | Caroline Garcia               | Kristína Kučová [LL]      |
| Anhelina Kalinina              | Cori Gauff [21]            | Kaia Kanepi                   | Olga Danilović [Q]        |
| Christina McHale               | Ekaterina Alexandrova [32] | Jasmine Paolini               | Andrea Petković           |
| Valentini Grammatikopoulou [Q] | María Camila Osorio        | Kaja Juvan                    | Tamara Zidanšek           |
| Eliminadas en primera ronda    |                            |                               |                           |
| Vera Zvonareva                 | Clara Burel                | Madison Brengle               | Veronika Kudermétova [29] |
| Karolína Muchová [22]          | Claire Liu                 | Hailey Baptiste [WC]          | Stefanie Vögele [LL]      |
| Arantxa Rus                    | Coco Vandeweghe [WC]       | Storm Sanders [WC]            | Anastasia Potapova        |
| Samantha Stosur [PR]           | Cristina Bucșa [Q]         | Nao Hibino                    | Jamie Loeb [Q]            |
| Caty McNally [WC]              | Zarina Diyas               | Katie Volynets [WC]           | Dalma Gálfi [Q]           |
| Alison Van Uytvanck            | Nuria Párrizas [Q]         | Ashlyn Krueger [WC]           | Alison Riske              |
| Polona Hercog                  | Danka Kovinić              | Anastasija Sevastova          | Marta Kostyuk             |
| Nadia Podoroska                | Katie Boulter [Q]          | Viktoriya Tomova [LL]         | Viktorija Golubic         |
| Rebecca Marino [Q]             | Ana Bogdan                 | Elena-Gabriela Ruse [Q]       | Tsvetana Pironkova        |
| Aliaksandra Sasnóvich          | Harriet Dart [Q]           | Ann Li                        | Camila Giorgi             |
| Dayana Yastremska              | Mayar Sherif [LL]          | Madison Keys                  | Magda Linette             |
| Yulia Putintseva [31]          | Ana Konjuh [Q]             | Alycia Parks [WC]             | Marie Bouzková            |
| Astra Sharma [Q]               | Emma Navarro [WC]          | Kristina Mladenovic           | Sara Errani               |
| Tereza Martincová              | Yaroslava Shvédova [PR]    | Irina-Camelia Begu            | Donna Vekić               |
| Rebecca Peterson               | Anna Blinkova              | Ivana Jorović [PR]            | Alizé Cornet              |
| Carla Suárez [PR]              | Heather Watson             | Bernarda Pera                 | Nina Stojanović           |

## Sumario

### Día 1 (30 de agosto)
- Cabezas de serie eliminados:
  - Individual masculino:  John Isner [19],  Ugo Humbert [23],  Cameron Norrie [26],  Alejandro Davidovich [29],  Marin Čilić [30],  Filip Krajinović [32]
  - Individual femenino:  Yulia Putintseva [31]
- Orden de juego

| Partidos en los estadios principales                 | Partidos en los estadios principales | Partidos en los estadios principales | Partidos en los estadios principales |
| Partidos en el Arthur Ashe Stadium                   | Partidos en el Arthur Ashe Stadium   | Partidos en el Arthur Ashe Stadium   | Partidos en el Arthur Ashe Stadium   |
| Evento                                               | Ganador                              | Perdedor                             | Marcador                             |
| ---------------------------------------------------- | ------------------------------------ | ------------------------------------ | ------------------------------------ |
| Individual femenino - Primera ronda                  | Sloane Stephens                      | Madison Keys                         | 6-3, 1-6, 7-6(9-7)                   |
| Individual masculino - Primera ronda                 | Stefanos Tsitsipas [3]               | Andy Murray                          | 2-6, 7-6(9-7), 3-6, 6-3, 6-4         |
| Individual femenino - Primera ronda                  | Naomi Osaka [3]                      | Marie Bouzková                       | 6-4, 6-1                             |
| Individual masculino - Primera ronda                 | Daniil Medvédev [2]                  | Richard Gasquet                      | 6-4, 6-3, 6-1                        |
| Partidos en el Louis Armstrong Stadium               |                                      |                                      |                                      |
| Evento                                               | Ganador                              | Perdedor                             | Marcador                             |
| Individual femenino - Primera ronda                  | Garbiñe Muguruza [9]                 | Donna Vekić                          | 7-6(7-4), 7-6(7-5)                   |
| Individual masculino - Primera ronda                 | Brandon Nakashima [WC]               | John Isner [19]                      | 7-6(9-7), 7-6(8-6), 6-3              |
| Individual femenino - Primera ronda                  | Cori Gauff [21]                      | Magda Linette                        | 5-7, 6-3, 6-4                        |
| Individual femenino - Primera ronda                  | Aryna Sabalenka [2]                  | Nina Stojanović                      | 6-4, 6-7(4-7), 6-0                   |
| Individual masculino - Primera ronda                 | Roberto Bautista [18]                | Nick Kyrgios                         | 6-3, 6-4, 6-0                        |
| Partidos en el Grandstand                            |                                      |                                      |                                      |
| Evento                                               | Ganador                              | Perdedor                             | Marcador                             |
| Individual femenino - Primera ronda                  | Simona Halep [12]                    | Camila Giorgi                        | 6-4, 7-6(7-3)                        |
| Individual masculino - Primera ronda                 | Andrey Rublev [5]                    | Ivo Karlović [Q]                     | 6-3, 7-6(7-3), 6-3                   |
| Individual masculino - Primera ronda                 | Casper Ruud [8]                      | Yuichi Sugita [LL]                   | 6-3, 6-2, 6-2                        |
| Individual femenino - Primera ronda                  | Victoria Azárenka [18]               | Tereza Martincová                    | 6-4, 6-0                             |
| Fondo de color indica un partido de la rama femenina |                                      |                                      |                                      |

### Día 2 (31 de agosto)
- Cabezas de serie eliminados:
  - Individual masculino:  Pablo Carreño [9],  Álex de Miñaur [14],  Lorenzo Sonego [20],  Karen Jachanov [25],  David Goffin [27],  Fabio Fognini [28]
  - Individual femenino:  Karolína Muchová [22],  Veronika Kudermétova [29]
- Orden de juego

| Partidos en los estadios principales                 | Partidos en los estadios principales | Partidos en los estadios principales | Partidos en los estadios principales |
| Partidos en el Arthur Ashe Stadium                   | Partidos en el Arthur Ashe Stadium   | Partidos en el Arthur Ashe Stadium   | Partidos en el Arthur Ashe Stadium   |
| Evento                                               | Ganador                              | Perdedor                             | Marcador                             |
| ---------------------------------------------------- | ------------------------------------ | ------------------------------------ | ------------------------------------ |
| Individual masculino - Primera ronda                 | Alexander Zverev [4]                 | Sam Querrey                          | 6-4, 7-5, 6-2                        |
| Individual femenino - Primera ronda                  | Ashleigh Barty [1]                   | Vera Zvonareva                       | 6-1, 7-6(9-7)                        |
| Individual masculino - Primera ronda                 | Novak Djokovic [1]                   | Holger Rune [Q]                      | 6-1, 6-7(5-7), 6-2, 6-1              |
| Individual femenino - Primera ronda                  | Bianca Andreescu [6]                 | Viktorija Golubic                    | 7-5, 4-6, 7-5                        |
| Partidos en el Louis Armstrong Stadium               |                                      |                                      |                                      |
| Evento                                               | Ganador                              | Perdedor                             | Marcador                             |
| Individual femenino - Primera ronda                  | Karolína Plíšková [4]                | Caty McNally [WC]                    | 6-3, 6-4                             |
| Individual femenino - Primera ronda                  | Belinda Bencic [11]                  | Arantxa Rus                          | 6-4, 6-4                             |
| Individual masculino - Primera ronda                 | Denis Shapovalov [7]                 | Federico Delbonis                    | 6-2, 6-2, 6-3                        |
| Individual femenino - Primera ronda                  | Anastasia Pavlyuchenkova [14]        | Alison Riske                         | 6-4, 6-2                             |
| Individual masculino - Primera ronda                 | Taylor Fritz                         | Álex de Miñaur [14]                  | 7-6(7-4), 6-2, 1-6, 6-4              |
| Partidos en el Grandstand                            |                                      |                                      |                                      |
| Evento                                               | Ganador                              | Perdedor                             | Marcador                             |
| Individual masculino - Primera ronda                 | Kei Nishikori                        | Salvatore Caruso                     | 6-1, 6-1, 5-7, 6-3                   |
| Individual masculino - Primera ronda                 | Matteo Berrettini [6]                | Jérémy Chardy                        | 7-6(7-5), 7-6(9-7), 6-3              |
| Individual femenino - Primera ronda                  | Iga Świątek [7]                      | Jamie Loeb [Q]                       | 6-3, 6-4                             |
| Individual femenino - Primera ronda                  | Petra Kvitová [10]                   | Polona Hercog                        | 6-1, 6-2                             |
| Fondo de color indica un partido de la rama femenina |                                      |                                      |                                      |

### Día 3 (1 de septiembre)
- Cabezas de serie eliminados:
  - Individual masculino:  Casper Ruud [8],  Grigor Dimitrov [15],  Christian Garín [16]
  - Individual femenino:  Cori Gauff [21],  Ekaterina Alexandrova [32]
- Orden de juego

| Partidos en los estadios principales                 | Partidos en los estadios principales | Partidos en los estadios principales | Partidos en los estadios principales |
| Partidos en el Arthur Ashe Stadium                   | Partidos en el Arthur Ashe Stadium   | Partidos en el Arthur Ashe Stadium   | Partidos en el Arthur Ashe Stadium   |
| Evento                                               | Ganador                              | Perdedor                             | Marcador                             |
| ---------------------------------------------------- | ------------------------------------ | ------------------------------------ | ------------------------------------ |
| Individual femenino - Segunda ronda                  | Naomi Osaka [3]                      | Olga Danilović [Q]                   | w/o                                  |
| Individual femenino - Segunda ronda                  | Simona Halep [12]                    | Kristína Kučová [LL]                 | 6-3, 6-1                             |
| Individual masculino - Segunda ronda                 | Daniil Medvédev [2]                  | Dominik Koepfer                      | 6-4, 6-1, 6-2                        |
| Individual femenino - Segunda ronda                  | Sloane Stephens                      | Cori Gauff [21]                      | 6-4, 6-2                             |
| Individual masculino - Segunda ronda                 | Stefanos Tsitsipas [3]               | Adrian Mannarino                     | 6-3, 6-4, 6-7(4-7), 6-0              |
| Individual masculino - Segunda ronda                 | Diego Schwartzman [11]               | Kevin Anderson                       | 7-6(7-4), 6-3, 6-4                   |
| Partidos en el Louis Armstrong Stadium               |                                      |                                      |                                      |
| Evento                                               | Ganador                              | Perdedor                             | Marcador                             |
| Individual femenino - Segunda ronda                  | Garbiñe Muguruza [9]                 | Andrea Petković                      | 6-4, 6-2                             |
| Individual femenino - Segunda ronda                  | Victoria Azárenka [18]               | Jasmine Paolini                      | 6-3, 7-6(7-1)                        |
| Individual masculino - Segunda ronda                 | Frances Tiafoe                       | Guido Pella                          | 6-1, 6-2, 7-5                        |
| Individual femenino - Segunda ronda                  | Barbora Krejčíková [8]               | Christina McHale                     | 6-3, 6-1                             |
| Partidos en el Grandstand                            |                                      |                                      |                                      |
| Evento                                               | Ganador                              | Perdedor                             | Marcador                             |
| Individual masculino - Segunda ronda                 | Andrey Rublev [5]                    | Pedro Martínez                       | 7-6(7-2), 6-7(5-7), 6-1, 6-1         |
| Individual femenino - Segunda ronda                  | Aryna Sabalenka [2]                  | Tamara Zidanšek                      | 6-3, 6-1                             |
| Fondo de color indica un partido de la rama femenina |                                      |                                      |                                      |

### Día 4 (2 de septiembre)
- Cabezas de serie eliminados:
  - Individual masculino:  Hubert Hurkacz [10],  Aleksandr Búblik [31]
  - Individual femenino:  Paula Badosa [24],  Petra Martić [30]
  - Dobles masculino:  Nikola Mektić /  Mate Pavić [1],  Juan Sebastián Cabal /  Robert Farah [5],  Łukasz Kubot /  Marcelo Melo [9],  Tim Puetz /  Michael Venus [12]
  - Dobles femenino:  Barbora Krejčiková /  Kateřina Siniaková [2],  Nicole Melichar /  Demi Schuurs [4],  Asia Muhammad /  Jessica Pegula [13]
  - Dobles mixto:  Luisa Stefani /  Marcelo Melo [4]
- Orden de juego

| Partidos en los estadios principales                 | Partidos en los estadios principales | Partidos en los estadios principales | Partidos en los estadios principales |
| Partidos en el Arthur Ashe Stadium                   | Partidos en el Arthur Ashe Stadium   | Partidos en el Arthur Ashe Stadium   | Partidos en el Arthur Ashe Stadium   |
| Evento                                               | Ganador                              | Perdedor                             | Marcador                             |
| ---------------------------------------------------- | ------------------------------------ | ------------------------------------ | ------------------------------------ |
| Individual femenino - Segunda ronda                  | Ashleigh Barty [1]                   | Clara Tauson                         | 6-1, 7-5                             |
| Individual masculino - Segunda ronda                 | Alexander Zverev [4]                 | Albert Ramos                         | 6-1, 6-0, 6-3                        |
| Individual masculino - Segunda ronda                 | Novak Djokovic [1]                   | Tallon Griekspoor                    | 6-2, 6-3, 6-2                        |
| Individual femenino - Segunda ronda                  | Karolína Plíšková [4]                | Amanda Anisimova                     | 7-5, 6-7(5-7), 7-6(9-7)              |
| Partidos en el Louis Armstrong Stadium               |                                      |                                      |                                      |
| Evento                                               | Ganador                              | Perdedor                             | Marcador                             |
| Individual femenino - Segunda ronda                  | Belinda Bencic [11]                  | Martina Trevisan                     | 6-3, 6-1                             |
| Individual femenino - Segunda ronda                  | Petra Kvitová [10]                   | Kristýna Plíšková [Q]                | 7-6(7-4), 6-2                        |
| Individual masculino - Segunda ronda                 | Gaël Monfils [17]                    | Steve Johnson                        | 7-5, 4-6, 6-4, 6-4                   |
| Individual femenino - Segunda ronda                  | Bianca Andreescu [6]                 | Lauren Davis                         | 6-4, 6-4                             |
| Individual masculino - Segunda ronda                 | Denis Shapovalov [10]                | Roberto Carballés                    | 7-6(9-7), 6-3, 6-0                   |
| Partidos en el Grandstand                            |                                      |                                      |                                      |
| Evento                                               | Ganador                              | Perdedor                             | Marcador                             |
| Individual femenino - Segunda ronda                  | María Sákkari [17]                   | Kateřina Siniaková                   | 6-4, 6-2                             |
| Individual masculino - Segunda ronda                 | Matteo Berrettini [6]                | Corentin Moutet                      | 7-6(7-2), 4-6, 6-4, 6-3              |
| Individual masculino - Segunda ronda                 | Jenson Brooksby [WC]                 | Taylor Fritz                         | 6-7(7-9), 7-6(12-10), 7-5, 6-2       |
| Fondo de color indica un partido de la rama femenina |                                      |                                      |                                      |

### Día 5 (3 de septiembre)
- Cabezas de serie eliminados:
  - Individual masculino:  Stefanos Tsitsipas [3],  Andrey Rublev [5],  Roberto Bautista [18]
  - Individual femenino:  Naomi Osaka [3],  Victoria Azárenka [18],  Elena Rybakina [19],  Ons Jabeur [20],  Daria Kasátkina [25],  Danielle Collins [26]
  - Dobles femenino:  Ellen Perez /  Květa Peschke [16],  Aleksandra Krunić /  Nina Stojanović [17]
  - Dobles mixto:  Bethanie Mattek-Sands /  Jamie Murray [5],  Hao-Ching Chan /  Michael Venus [7]
- Orden de juego

| Partidos en los estadios principales                 | Partidos en los estadios principales | Partidos en los estadios principales | Partidos en los estadios principales |
| Partidos en el Arthur Ashe Stadium                   | Partidos en el Arthur Ashe Stadium   | Partidos en el Arthur Ashe Stadium   | Partidos en el Arthur Ashe Stadium   |
| Evento                                               | Ganador                              | Perdedor                             | Marcador                             |
| ---------------------------------------------------- | ------------------------------------ | ------------------------------------ | ------------------------------------ |
| Individual femenino - Tercera ronda                  | Garbiñe Muguruza [9]                 | Victoria Azárenka [18]               | 6-4, 3-6, 6-2                        |
| Individual masculino - Tercera ronda                 | Carlos Alcaraz                       | Stefanos Tsitsipas [3]               | 6-3, 4-6, 7-6(7-2), 0-6, 7-6(7-5)    |
| Individual femenino - Tercera ronda                  | Leylah Fernandez                     | Naomi Osaka [3]                      | 5-7, 7-6(7-2), 6-4                   |
| Individual masculino - Tercera ronda                 | Frances Tiafoe                       | Andrey Rublev [5]                    | 4-6, 6-3, 7-6(8-6), 4-6, 6-1         |
| Partidos en el Louis Armstrong Stadium               |                                      |                                      |                                      |
| Evento                                               | Ganador                              | Perdedor                             | Marcador                             |
| Individual femenino - Tercera ronda                  | Simona Halep [12]                    | Elena Rybakina [19]                  | 7-6(13-11), 4-6, 6-3                 |
| Individual masculino - Tercera ronda                 | Daniil Medvédev [2]                  | Pablo Andújar                        | 6-0, 6-4, 6-3                        |
| Individual femenino - Tercera ronda                  | Angelique Kerber [16]                | Sloane Stephens                      | 5-7, 6-2, 6-3                        |
| Individual masculino - Tercera ronda                 | Félix Auger-Aliassime [12]           | Roberto Bautista [18]                | 6-3, 6-4, 4-6, 3-6, 6-3              |
| Individual femenino - Tercera ronda                  | Aryna Sabalenka [2]                  | Danielle Collins [26]                | 6-3, 6-3                             |
| Partidos en el Grandstand                            |                                      |                                      |                                      |
| Evento                                               | Ganador                              | Perdedor                             | Marcador                             |
| Individual masculino - Tercera ronda                 | Peter Gojowczyk [Q]                  | Henri Laaksonen [Q]                  | 3-6, 6-3, 6-1, 6-4                   |
| Individual femenino - Tercera ronda                  | Barbora Krejčíková [8]               | Kamilla Rakhimova [LL]               | 6-4, 6-2                             |
| Individual femenino - Tercera ronda                  | Elina Svitólina [5]                  | Daria Kasátkina [25]                 | 6-4, 6-2                             |
| Individual masculino - Tercera ronda                 | Diego Schwartzman [11]               | Alex Molčan [Q]                      | 6-4, 6-3, 6-3                        |
| Fondo de color indica un partido de la rama femenina |                                      |                                      |                                      |

### Día 6 (4 de septiembre)
- Cabezas de serie eliminados:
  - Individual masculino:  Denis Shapovalov [7],  Gaël Monfils [17],  Aslán Karatsev [21]
  - Individual femenino:  Ashleigh Barty [1],  Petra Kvitová [10],  Jessica Pegula [23],  Anett Kontaveit [28]
  - Dobles masculino:  Raven Klaasen /  Ben McLachlan [11],  Simone Bolelli /  Máximo González [14],  Sander Gillé /  Joran Vliegen [16]
  - Dobles mixto:  Nicole Melichar /  Ivan Dodig [1]
- Orden de juego

| Partidos en los estadios principales                 | Partidos en los estadios principales | Partidos en los estadios principales | Partidos en los estadios principales |
| Partidos en el Arthur Ashe Stadium                   | Partidos en el Arthur Ashe Stadium   | Partidos en el Arthur Ashe Stadium   | Partidos en el Arthur Ashe Stadium   |
| Evento                                               | Ganador                              | Perdedor                             | Marcador                             |
| ---------------------------------------------------- | ------------------------------------ | ------------------------------------ | ------------------------------------ |
| Individual femenino - Tercera ronda                  | María Sákkari [17]                   | Petra Kvitová [10]                   | 6-4, 6-3                             |
| Individual masculino - Tercera ronda                 | Novak Djokovic [1]                   | Kei Nishikori                        | 6-7(4-7), 6-3, 6-3, 6-2              |
| Individual femenino - Tercera ronda                  | Shelby Rogers                        | Ashleigh Barty [1]                   | 6-2, 1-6, 7-6(7-5)                   |
| Individual masculino - Tercera ronda                 | Alexander Zverev [4]                 | Jack Sock [WC]                       | 3-6, 6-2, 6-3, 2-1, ret.             |
| Partidos en el Louis Armstrong Stadium               |                                      |                                      |                                      |
| Evento                                               | Ganador                              | Perdedor                             | Marcador                             |
| Individual femenino - Tercera ronda                  | Bianca Andreescu [6]                 | Greet Minnen [LL]                    | 6-1, 6-2                             |
| Individual femenino - Tercera ronda                  | Belinda Bencic [11]                  | Jessica Pegula [23]                  | 6-2, 6-4                             |
| Individual masculino - Tercera ronda                 | Jannik Sinner [13]                   | Gaël Monfils [17]                    | 7-6(7-1), 6-2, 4-6, 4-6, 6-4         |
| Individual masculino - Tercera ronda                 | Lloyd Harris                         | Denis Shapovalov [7]                 | 6-4, 6-4, 6-4                        |
| Individual femenino - Tercera ronda                  | Anastasia Pavlyuchenkova [14]        | Varvara Gracheva                     | 6-1, 6-4                             |
| Partidos en el Grandstand                            |                                      |                                      |                                      |
| Evento                                               | Ganador                              | Perdedor                             | Marcador                             |
| Individual masculino - Tercera ronda                 | Matteo Berrettini [6]                | Ilya Ivashka                         | 6-7(5-7), 6-2, 6-4, 2-6, 6-3         |
| Individual femenino - Tercera ronda                  | Iga Świątek [7]                      | Anett Kontaveit [28]                 | 6-3, 4-6, 6-3                        |
| Individual femenino - Tercera ronda                  | Karolína Plíšková [4]                | Ajla Tomljanović                     | 6-3, 6-2                             |
| Individual masculino - Tercera ronda                 | Reilly Opelka [22]                   | Nikoloz Basilashvili                 | 7-6(7-5), 6-3, 6-4                   |
| Fondo de color indica un partido de la rama femenina |                                      |                                      |                                      |

### Día 7 (5 de septiembre)
- Cabezas de serie eliminados:
  - Individual masculino:  Diego Schwartzman [11],  Daniel Evans [24]
  - Individual femenino:  Garbiñe Muguruza [9],  Simona Halep [12],  Elise Mertens [15],  Angelique Kerber [16]
  - Dobles femenino:  Veronika Kudermétova /  Bethanie Mattek-Sands [6]
  - Dobles mixto:  Ena Shibahara /  Ben McLachlan [6]
- Orden de juego

| Partidos en los estadios principales                 | Partidos en los estadios principales      | Partidos en los estadios principales               | Partidos en los estadios principales |
| Partidos en el Arthur Ashe Stadium                   | Partidos en el Arthur Ashe Stadium        | Partidos en el Arthur Ashe Stadium                 | Partidos en el Arthur Ashe Stadium   |
| Evento                                               | Ganador                                   | Perdedor                                           | Marcador                             |
| ---------------------------------------------------- | ----------------------------------------- | -------------------------------------------------- | ------------------------------------ |
| Individual femenino - Cuarta ronda                   | Elina Svitólina [5]                       | Simona Halep [12]                                  | 6-3, 6-3                             |
| Individual masculino - Cuarta ronda                  | Daniil Medvédev [2]                       | Daniel Evans [24]                                  | 6-3, 6-4, 6-3                        |
| Dobles femenino - Segunda ronda                      | Gabriela Dabrowski [2] Luisa Stefani [2]  | Petra Martić Shelby Rogers                         | 6-4, 6-7(5-7), 7-6(7-3)              |
| Individual masculino - Cuarta ronda                  | Félix Auger-Aliassime [12]                | Frances Tiafoe                                     | 4-6, 6-2, 7-6(8-6), 6-4              |
| Individual femenino - Cuarta ronda                   | Barbora Krejčíková [8]                    | Garbiñe Muguruza [9]                               | 6-3, 7-6(7-4)                        |
| Partidos en el Louis Armstrong Stadium               |                                           |                                                    |                                      |
| Evento                                               | Ganador                                   | Perdedor                                           | Marcador                             |
| Individual masculino - Cuarta ronda                  | Botic van de Zandschulp [Q]               | Diego Schwartzman [11]                             | 6-3, 6-4, 5-7, 5-7, 6-1              |
| Individual femenino - Cuarta ronda                   | Leylah Fernandez                          | Angelique Kerber [16]                              | 4-6, 7-6(7-5), 6-2                   |
| Individual femenino - Cuarta ronda                   | Aryna Sabalenka [2]                       | Elise Mertens [15]                                 | 6-4, 6-1                             |
| Partidos en el Grandstand                            |                                           |                                                    |                                      |
| Evento                                               | Ganador                                   | Perdedor                                           | Marcador                             |
| Dobles femenino - Tercera ronda                      | Caroline Dolehide [10] Storm Sanders [10] | Veronika Kudermétova [6] Bethanie Mattek-Sands [6] | 4-6, 6-3, 6-2                        |
| Dobles masculino - Tercera ronda                     | Steve Johnson [WC] Sam Querrey [WC]       | Ričardas Berankis Benoît Paire                     | 6-3, 6-4                             |
| Individual masculino - Cuarta ronda                  | Carlos Alcaraz                            | Peter Gojowczyk [Q]                                | 5-7, 6-1, 5-7, 6-2, 6-0              |
| Fondo de color indica un partido de la rama femenina |                                           |                                                    |                                      |

### Día 8 (6 de septiembre)
- Cabezas de serie eliminados:
  - Individual masculino:  Jannik Sinner [13],  Reilly Opelka [22]
  - Individual femenino:  Bianca Andreescu [6],  Iga Świątek [7],  Anastasia Pavlyuchenkova [14]
  - Dobles masculino:  Wesley Koolhof /  Jean-Julien Rojer [10],  Rohan Bopanna /  Ivan Dodig [13],  Andrey Golubev /  Andreas Mies [15]
  - Dobles femenino:  Shuko Aoyama /  Ena Shibahara [3],  Darija Jurak /  Andreja Klepač [8],  Nadiia Kichenok /  Raluca Olaru [12]
- Orden de juego

| Partidos en los estadios principales                 | Partidos en los estadios principales        | Partidos en los estadios principales  | Partidos en los estadios principales |
| Partidos en el Arthur Ashe Stadium                   | Partidos en el Arthur Ashe Stadium          | Partidos en el Arthur Ashe Stadium    | Partidos en el Arthur Ashe Stadium   |
| Evento                                               | Ganador                                     | Perdedor                              | Marcador                             |
| ---------------------------------------------------- | ------------------------------------------- | ------------------------------------- | ------------------------------------ |
| Individual masculino - Cuarta ronda                  | Alexander Zverev [4]                        | Jannik Sinner [13]                    | 6-4, 6-4, 7-6(9-7)                   |
| Individual femenino - Cuarta ronda                   | Emma Raducanu [Q]                           | Shelby Rogers                         | 6-2, 6-1                             |
| Individual masculino - Cuarta ronda                  | Novak Djokovic [1]                          | Jenson Brooksby [WC]                  | 1-6, 6-3, 6-2, 6-2                   |
| Individual femenino - Cuarta ronda                   | María Sákkari [17]                          | Bianca Andreescu [6]                  | 6-7(2-7), 7-6(8-6), 6-3              |
| Partidos en el Louis Armstrong Stadium               |                                             |                                       |                                      |
| Evento                                               | Ganador                                     | Perdedor                              | Marcador                             |
| Individual femenino - Cuarta ronda                   | Belinda Bencic [11]                         | Iga Świątek [7]                       | 7-6(14-12), 6-3                      |
| Individual masculino - Cuarta ronda                  | Lloyd Harris                                | Reilly Opelka [22]                    | 6-7(6-8), 6-4, 6-1, 6-3              |
| Individual masculino - Cuarta ronda                  | Matteo Berrettini [6]                       | Oscar Otte [Q]                        | 6-4, 3-6, 6-3, 6-2                   |
| Partidos en el Grandstand                            |                                             |                                       |                                      |
| Evento                                               | Ganador                                     | Perdedor                              | Marcador                             |
| Dobles masculino - Tercera ronda                     | Rajeev Ram [4] Joe Salisbury [4]            | Rohan Bopanna [13] Ivan Dodig [13]    | 6-7(4-7), 6-4, 7-6(7-3)              |
| Dobles masculino - Tercera ronda                     | Pierre-Hugues Herbert [3] Nicolas Mahut [3] | Andrey Golubev [15] Andreas Mies [15] | 4-6, 7-5, 6-3                        |
| Dobles femenino - Tercera ronda                      | Cori Gauff [11] Caty McNally [11]           | Darija Jurak [8] Andreja Klepač [8]   | 6-4, 6-4                             |
| Individual femenino - Cuarta ronda                   | Karolína Plíšková [4]                       | Anastasia Pavlyuchenkova [14]         | 7-5, 6-4                             |
| Fondo de color indica un partido de la rama femenina |                                             |                                       |                                      |

### Día 9 (7 de septiembre)
- Cabezas de serie eliminados:
  - Individual femenino:  Elina Svitólina [5],  Barbora Krejčíková [8]
  - Dobles masculino:  Marcel Granollers /  Horacio Zeballos [2],  Pierre-Hugues Herbert /  Nicolas Mahut [3],  Kevin Krawietz /  Horia Tecău [6]
  - Dobles femenino:  Caroline Dolehide /  Storm Sanders [10]
  - Dobles mixto:  Alexa Guarachi /  Neal Skupski [3],  Demi Schuurs /  Sander Gillé [8]
- Orden de juego

| Partidos en los estadios principales                 | Partidos en los estadios principales  | Partidos en los estadios principales      | Partidos en los estadios principales |
| Partidos en el Arthur Ashe Stadium                   | Partidos en el Arthur Ashe Stadium    | Partidos en el Arthur Ashe Stadium        | Partidos en el Arthur Ashe Stadium   |
| Evento                                               | Ganador                               | Perdedor                                  | Marcador                             |
| ---------------------------------------------------- | ------------------------------------- | ----------------------------------------- | ------------------------------------ |
| Individual masculino - Cuartos de final              | Daniil Medvédev [2]                   | Botic van de Zandschulp [Q]               | 6-3, 6-0, 4-6, 7-5                   |
| Individual femenino - Cuartos de final               | Leylah Fernandez                      | Elina Svitólina [5]                       | 6-3, 3-6, 7-6(7-5)                   |
| Individual femenino - Cuartos de final               | Aryna Sabalenka [2]                   | Barbora Krejčíková [8]                    | 6-1, 6-4                             |
| Individual masculino - Cuartos de final              | Félix Auger-Aliassime [12]            | Carlos Alcaraz                            | 6-3, 3-1, ret.                       |
| Partidos en el Louis Armstrong Stadium               |                                       |                                           |                                      |
| Evento                                               | Ganador                               | Perdedor                                  | Marcador                             |
| Dobles mixto - Cuartos de final                      | Giuliana Olmos Marcelo Arévalo        | Ellen Perez [Alt] Marcelo Demoliner [Alt] | 3-6, 6-3, [10-4]                     |
| Dobles femenino - Cuartos de final                   | Samantha Stosur [14] Shuai Zhang [14] | Caroline Dolehide [10] Storm Sanders [10] | 6-2, 6-3                             |
| Dobles mixto - Cuartos de final                      | Jessica Pegula Austin Krajicek        | Alexa Guarachi [3] Neal Skupski [3]       | 6-1, 6-3                             |
| Dobles masculino - Cuartos de final                  | Steve Johnson [WC] Sam Querrey [WC]   | Kevin Krawietz [6] Horia Tecău [6]        | 6-2, 7-6(7-5)                        |
| Fondo de color indica un partido de la rama femenina |                                       |                                           |                                      |

### Día 10 (8 de septiembre)
- Cabezas de serie eliminados:
  - Individual masculino:  Matteo Berrettini [6]
  - Individual femenino:  Karolína Plíšková [4],  Belinda Bencic [11]
  - Dobles femenino:  Su-Wei Hsieh /  Elise Mertens [1],  Marie Bouzková /  Lucie Hradecká [15]
- Orden de juego

| Partidos en los estadios principales                 | Partidos en los estadios principales     | Partidos en los estadios principales      | Partidos en los estadios principales |
| Partidos en el Arthur Ashe Stadium                   | Partidos en el Arthur Ashe Stadium       | Partidos en el Arthur Ashe Stadium        | Partidos en el Arthur Ashe Stadium   |
| Evento                                               | Ganador                                  | Perdedor                                  | Marcador                             |
| ---------------------------------------------------- | ---------------------------------------- | ----------------------------------------- | ------------------------------------ |
| Individual femenino - Cuartos de final               | Emma Raducanu [Q]                        | Belinda Bencic [11]                       | 6-3, 6-4                             |
| Individual masculino - Cuartos de final              | Alexander Zverev [4]                     | Lloyd Harris                              | 7-6(8-6), 6-3, 6-4                   |
| Individual femenino - Cuartos de final               | María Sákkari [17]                       | Karolína Plíšková [4]                     | 6-4, 6-4                             |
| Individual masculino - Cuartos de final              | Novak Djokovic [1]                       | Matteo Berrettini [6]                     | 5-7, 6-2, 6-2, 6-3                   |
| Partidos en el Louis Armstrong Stadium               |                                          |                                           |                                      |
| Evento                                               | Ganador                                  | Perdedor                                  | Marcador                             |
| Dobles femenino - Cuartos de final                   | Gabriela Dabrowski [5] Luisa Stefani [5] | Marie Bouzková [15] Lucie Hradecká [15]   | 6-4, 4-6, 6-1                        |
| Dobles mixto - Semifinales                           | Giuliana Olmos Marcelo Arévalo           | Dayana Yastremska [Alt] Max Purcell [Alt] | 4-6, 6-4, [10-6]                     |
| Dobles femenino - Cuartos de final                   | Cori Gauff [11] Caty McNally [11]        | Su-Wei Hsieh [1] Elise Mertens [1]        | 6-3, 7-6(7-1)                        |
| Dobles femenino - Cuartos de final                   | Alexa Guarachi [7] Desirae Krawczyk [7]  | Monica Niculescu Elena-Gabriela Ruse      | 6-7(5-7), 6-2, 6-3                   |
| Fondo de color indica un partido de la rama femenina |                                          |                                           |                                      |

### Día 11 (9 de septiembre)
- Cabezas de serie eliminados:
  - Individual femenino:  Aryna Sabalenka [2],  María Sákkari [17]
  - Dobles masculino:  John Peers /  Filip Polášek [8]
- Orden de juego

| Partidos en los estadios principales                 | Partidos en los estadios principales | Partidos en los estadios principales | Partidos en los estadios principales |
| Partidos en el Arthur Ashe Stadium                   | Partidos en el Arthur Ashe Stadium   | Partidos en el Arthur Ashe Stadium   | Partidos en el Arthur Ashe Stadium   |
| Evento                                               | Ganador                              | Perdedor                             | Marcador                             |
| ---------------------------------------------------- | ------------------------------------ | ------------------------------------ | ------------------------------------ |
| Individual femenino - Semifinales                    | Leylah Fernandez                     | Aryna Sabalenka [2]                  | 7-6(7-3), 4-6, 6-4                   |
| Individual femenino - Semifinales                    | Emma Raducanu [Q]                    | María Sákkari [17]                   | 6-1, 6-4                             |
| Partidos en el Louis Armstrong Stadium               |                                      |                                      |                                      |
| Evento                                               | Ganador                              | Perdedor                             | Marcador                             |
| Dobles masculino - Semifinales                       | Rajeev Ram [4] Joe Salisbury [4]     | Steve Johnson [WC] Sam Querrey [WC]  | 7-6(7-5), 6-4                        |
| Dobles masculino - Semifinales                       | Jamie Murray [7] Bruno Soares [7]    | John Peers [8] Filip Polášek [8]     | 6-3, 3-6, 6-4                        |
| Fondo de color indica un partido de la rama femenina |                                      |                                      |                                      |

### Día 12 (10 de septiembre)
- Cabezas de serie eliminados:
  - Individual masculino:  Alexander Zverev [4],  Félix Auger-Aliassime [12]
  - Dobles masculino:  Jamie Murray /  Bruno Soares [7]
  - Dobles femenino:  Gabriela Dabrowski /  Luisa Stefani [5],  Alexa Guarachi /  Desirae Krawczyk [7]
- Orden de juego

| Partidos en los estadios principales                 | Partidos en los estadios principales   | Partidos en los estadios principales     | Partidos en los estadios principales |
| Partidos en el Arthur Ashe Stadium                   | Partidos en el Arthur Ashe Stadium     | Partidos en el Arthur Ashe Stadium       | Partidos en el Arthur Ashe Stadium   |
| Evento                                               | Ganador                                | Perdedor                                 | Marcador                             |
| ---------------------------------------------------- | -------------------------------------- | ---------------------------------------- | ------------------------------------ |
| Dobles masculino - Final                             | Rajeev Ram [4] Joe Salisbury [4]       | Jamie Murray [7] Bruno Soares [7]        | 3-6, 6-2, 6-2                        |
| Individual masculino - Semifinales                   | Daniil Medvédev [2]                    | Félix Auger-Aliassime [12]               | 6-4, 7-5, 6-2                        |
| Individual masculino - Semifinales                   | Novak Djokovic [1]                     | Alexander Zverev [4]                     | 4-6, 6-2, 6-4, 4-6, 6-2              |
| Partidos en el Louis Armstrong Stadium               |                                        |                                          |                                      |
| Evento                                               | Ganador                                | Perdedor                                 | Marcador                             |
| Dobles femenino - Semifinales                        | Samantha Stosur [14] Shuai Zhang [14]  | Alexa Guarachi [7] Desirae Krawczyk [7]  | 6-2, 7-5                             |
| Dobles femenino - Semifinales                        | Cori Gauff [11] Caty McNally [11]      | Gabriela Dabrowski [5] Luisa Stefani [5] | 6-6(1-2), ret.                       |
| Dobles mixto - Semifinales                           | Desirae Krawczyk [2] Joe Salisbury [2] | Jessica Pegula Austin Krajicek           | 7-6(7-2), 6-4                        |
| Fondo de color indica un partido de la rama femenina |                                        |                                          |                                      |

### Día 13 (11 de septiembre)
- Orden de juego

| Partidos en los estadios principales                 | Partidos en los estadios principales   | Partidos en los estadios principales | Partidos en los estadios principales |
| Partidos en el Arthur Ashe Stadium                   | Partidos en el Arthur Ashe Stadium     | Partidos en el Arthur Ashe Stadium   | Partidos en el Arthur Ashe Stadium   |
| Evento                                               | Ganador                                | Perdedor                             | Marcador                             |
| ---------------------------------------------------- | -------------------------------------- | ------------------------------------ | ------------------------------------ |
| Dobles mixto - Final                                 | Desirae Krawczyk [2] Joe Salisbury [2] | Giuliana Olmos Marcelo Arévalo       | 7-5, 6-2                             |
| Individual femenino - Final                          | Emma Raducanu [Q]                      | Leylah Fernandez                     | 6-4, 6-3                             |
| Fondo de color indica un partido de la rama femenina |                                        |                                      |                                      |

### Día 14 (12 de septiembre)
- Cabezas de serie eliminados:
  - Individual masculino:  Novak Djokovic [1]
  - Dobles femenino:  Cori Gauff /  Caty McNally [11]
- Orden de juego

| Partidos en los estadios principales                 | Partidos en los estadios principales  | Partidos en los estadios principales | Partidos en los estadios principales |
| Partidos en el Arthur Ashe Stadium                   | Partidos en el Arthur Ashe Stadium    | Partidos en el Arthur Ashe Stadium   | Partidos en el Arthur Ashe Stadium   |
| Evento                                               | Ganador                               | Perdedor                             | Marcador                             |
| ---------------------------------------------------- | ------------------------------------- | ------------------------------------ | ------------------------------------ |
| Dobles femenino - Final                              | Samantha Stosur [14] Shuai Zhang [14] | Cori Gauff [11] Caty McNally [11]    | 6-3, 3-6, 6-3                        |
| Individual masculino - Final                         | Daniil Medvédev [2]                   | Novak Djokovic [1]                   | 6-4, 6-4, 6-4                        |
| Fondo de color indica un partido de la rama femenina |                                       |                                      |                                      |

## Cabezas de serie
Los siguientes son los jugadores cabezas de serie. Los cabezas de serie reales se basarán en las clasificaciones de la ATP y WTA a partir del 23 de agosto de 2021. La clasificación y los puntos corresponden al 30 de agosto de 2021.

### Individual masculino
| N.º | Clasif | Jugador               | Puntos | Puntos por defender | Puntos ganados | Nuevos puntos | Ronda hasta la que avanzó en el torneo                   |
| --- | ------ | --------------------- | ------ | ------------------- | -------------- | ------------- | -------------------------------------------------------- |
| 1   | 1      | Novak Djokovic        | 11 113 | 180                 | 1200           | 12 133        | Final, perdió ante Daniil Medvédev [1]                   |
| 2   | 2      | Daniil Medvédev       | 9980   | 1200                | 2000           | 10 780        | Campeón, venció a Novak Djokovic [2]                     |
| 3   | 3      | Stefanos Tsitsipas    | 8350   | (150)               | 90             | 8290          | Tercera ronda, perdió ante Carlos Alcaraz                |
| 4   | 4      | Alexander Zverev      | 8240   | 1200                | 720            | 7760          | Semifinales, perdió ante Novak Djokovic [2]              |
| 5   | 7      | Andrey Rublev         | 6400   | 360                 | 90             | 6130          | Tercera ronda, perdió ante Frances Tiafoe                |
| 6   | 8      | Matteo Berrettini     | 5533   | 720                 | 360            | 5173          | Cuartos de final, perdió ante Novak Djokovic [2]         |
| 7   | 10     | Denis Shapovalov      | 3580   | 360                 | 90             | 3310          | Tercera ronda, perdió ante Lloyd Harris                  |
| 8   | 11     | Casper Ruud           | 3455   | 90                  | 45             | 3410          | Segunda ronda, perdió ante Botic van de Zandschulp [Q]   |
| 9   | 12     | Pablo Carreño         | 3325   | 720                 | 10             | 2615          | Primera ronda, perdió ante Maxime Cressy [Q]             |
| 10  | 13     | Hubert Hurkacz        | 3128   | 45                  | 45             | 3128          | Segunda ronda, perdió ante Andreas Seppi                 |
| 11  | 14     | Diego Schwartzman     | 2980   | 360                 | 180            | 2800          | Cuarta ronda, perdió ante Botic van de Zandschulp [Q]    |
| 12  | 15     | Félix Auger-Aliassime | 2828   | 180                 | 720            | 3368          | Semifinales, perdió ante Daniil Medvédev [1]             |
| 13  | 16     | Jannik Sinner         | 2750   | 35                  | 180            | 2895          | Cuarta ronda, perdió ante Alexander Zverev [4]           |
| 14  | 17     | Álex de Miñaur        | 2555   | 360                 | 10             | 2205          | Primera ronda, perdió ante Taylor Fritz                  |
| 15  | 18     | Grigor Dimitrov       | 2511   | 720                 | 45             | 1836          | Segunda ronda, se retiró ante Alexei Popyrin             |
| 16  | 19     | Christian Garín       | 2510   | 45                  | 45             | 2510          | Segunda ronda, perdió ante Henri Laaksonen [Q]           |
| 17  | 20     | Gaël Monfils          | 2503   | 360                 | 90             | 2233          | Tercera ronda, perdió ante Jannik Sinner [13]            |
| 18  | 21     | Roberto Bautista      | 2405   | 90                  | 90             | 2405          | Tercera ronda, perdió ante Félix Auger-Aliassime [12]    |
| 19  | 22     | John Isner            | 2238   | 90                  | 10             | 2158          | Primera ronda, perdió ante Brandon Nakashima [WC]        |
| 20  | 23     | Lorenzo Sonego        | 2227   | (170)               | 10             | 2067          | Primera ronda, perdió ante Oscar Otte [Q]                |
| 21  | 25     | Aslán Karatsev        | 2109   | (125)               | 90             | 2074          | Tercera ronda, perdió ante Jenson Brooksby [WC]          |
| 22  | 24     | Reilly Opelka         | 2206   | 45                  | 180            | 2341          | Cuarta ronda, perdió ante Lloyd Harris                   |
| 23  | 26     | Ugo Humbert           | 2090   | 45                  | 10             | 2010          | Primera ronda, perdió ante Peter Gojowczyk [Q]           |
| 24  | 27     | Daniel Evans          | 2074   | 90                  | 180            | 2164          | Cuarta ronda, perdió ante Daniil Medvédev [1]            |
| 25  | 28     | Karen Jachanov        | 2010   | 90                  | 10             | 1930          | Primera ronda, perdió ante Lloyd Harris                  |
| 26  | 29     | Cameron Norrie        | 1975   | 90                  | 10             | 1895          | Primera ronda, perdió ante Carlos Alcaraz                |
| 27  | 30     | David Goffin          | 1933   | 180                 | 10             | 1763          | Primera ronda, perdió ante Mackenzie McDonald            |
| 28  | 31     | Fabio Fognini         | 1734   | 10                  | 10             | 1734          | Primera ronda, perdió ante Vasek Pospisil                |
| 29  | 32     | Alejandro Davidovich  | 1723   | 180                 | 10             | 1553          | Primera ronda, perdió ante Marco Trungelliti [Q]         |
| 30  | 36     | Marin Čilić           | 1650   | 90                  | 10             | 1570          | Primera ronda, se retiró ante Philipp Kohlschreiber [PR] |
| 31  | 37     | Aleksandr Búblik      | 1633   | 90                  | 45             | 1588          | Segunda ronda, perdió ante Jack Sock [WC]                |
| 32  | 38     | Filip Krajinović      | 1589   | 90                  | 10             | 1509          | Primera ronda, perdió ante Guido Pella                   |

#### Bajas masculinas notables
| Clasif | Jugador       | Puntos | Puntos por defender | Puntos ganados | Nuevos puntos | Motivo                |
| ------ | ------------- | ------ | ------------------- | -------------- | ------------- | --------------------- |
| 5      | Rafael Nadal  | 7815   | 2000                | 0              | 5815          | Lesión en el pie.     |
| 6      | Dominic Thiem | 6995   | 2000                | 0              | 4995          | Lesión en la muñeca.  |
| 9      | Roger Federer | 4125   | 360                 | 0              | 3765          | Lesión en la rodilla. |
| 33     | Stan Wawrinka | 1735   | 360                 | 0              | 1375          | Lesión en el pie.     |
| 34     | Milos Raonic  | 1694   | 45                  | 0              | 1649          | Molestias físicas.    |
| 35     | Borna Ćorić   | 1674   | 360                 | 0              | 1314          | Lesión en el hombro.  |

### Individual femenino
| N.º | Clasif | Jugadora                 | Puntos | Puntos por defender | Puntos ganados | Nuevos puntos | Ronda hasta la que avanzó en el torneo               |
| --- | ------ | ------------------------ | ------ | ------------------- | -------------- | ------------- | ---------------------------------------------------- |
| 1   | 1      | Ashleigh Barty           | 10185  | 240                 | 130            | 10075         | Tercera ronda, perdió ante Shelby Rogers             |
| 2   | 2      | Aryna Sabalenka          | 7010   | 70                  | 780            | 7720          | Semifinales, perdió ante Leylah Annie Fernandez      |
| 3   | 3      | Naomi Osaka              | 6666   | 2000                | 130            | 4796          | Tercera ronda, perdió ante Leylah Annie Fernandez    |
| 4   | 4      | Karolína Plíšková        | 5530   | 645                 | 430            | 5315          | Cuartos de final, perdió ante María Sákkari [17]     |
| 5   | 5      | Elina Svitólina          | 5210   | 780                 | 430            | 4860          | Cuartos de final, perdió ante Leylah Annie Fernandez |
| 6   | 7      | Bianca Andreescu         | 4537   | 2000                | 240            | 2777          | Cuarta ronda, perdió ante María Sákkari [17]         |
| 7   | 8      | Iga Świątek              | 4461   | 130                 | 240            | 4571          | Cuarta ronda, perdió ante Belinda Bencic [11]        |
| 8   | 9      | Barbora Krejčíková       | 4273   | 35                  | 430            | 4668          | Cuartos de final, perdió ante Aryna Sabalenka [2]    |
| 9   | 10     | Garbiñe Muguruza         | 4210   | 70                  | 240            | 4380          | Cuarta ronda, perdió ante Barbora Krejčíková [8]     |
| 10  | 11     | Petra Kvitová            | 4170   | 240                 | 130            | 4060          | Tercera ronda, perdió ante María Sákkari [17]        |
| 11  | 12     | Belinda Bencic           | 4170   | 780                 | 430            | 3820          | Cuartos de final, perdió ante Emma Raducanu [Q]      |
| 12  | 13     | Simona Halep             | 3881   | 70                  | 240            | 4051          | Cuarta ronda, perdió ante Elina Svitolina [5]        |
| 13  | 14     | Jennifer Brady           | 3489   | 794                 | 0              | 2695          | Baja por lesión antes de la primera ronda.           |
| 14  | 15     | Anastasia Pavlyuchenkova | 3420   | 70                  | 240            | 3590          | Cuarta ronda, perdió ante Karolína Plíšková [4]      |
| 15  | 16     | Elise Mertens            | 3330   | 430                 | 240            | 3140          | Cuarta ronda, perdió ante Aryna Sabalenka [2]        |
| 16  | 17     | Angelique Kerber         | 3245   | 240                 | 240            | 3245          | Cuarta ronda, perdió ante Leylah Annie Fernandez     |
| 17  | 18     | María Sákkari            | 3210   | 240                 | 780            | 3750          | Semifinales, perdió ante Emma Raducanu [Q]           |
| 18  | 19     | Victoria Azárenka        | 3160   | 1300                | 130            | 1990          | Tercera ronda, perdió ante Garbiñe Muguruza [9]      |
| 19  | 20     | Elena Rybakina           | 3083   | 145                 | 130            | 3068          | Tercera ronda, perdió ante Simona Halep [12]         |
| 20  | 21     | Ons Jabeur               | 2975   | 130                 | 130            | 2975          | Tercera ronda, perdió ante Elise Mertens [15]        |
| 21  | 23     | Cori Gauff               | 2875   | 130                 | 70             | 2815          | Segunda ronda, perdió ante Sloane Stephens           |
| 22  | 24     | Karolína Muchová         | 2862   | 240                 | 10             | 2632          | Primera ronda, perdió ante Sara Sorribes             |
| 23  | 25     | Jessica Pegula           | 2425   | 130                 | 130            | 2425          | Tercera ronda, perdió ante Belinda Bencic [11]       |
| 24  | 26     | Paula Badosa             | 2343   | 110                 | 70             | 2303          | Segunda ronda, perdió ante Varvara Gracheva          |
| 25  | 27     | Daria Kasátkina          | 2340   | 10                  | 130            | 2460          | Tercera ronda, perdió ante Elina Svitólina [5]       |
| 26  | 29     | Danielle Collins         | 2270   | 70                  | 130            | 2330          | Tercera ronda, perdió ante Aryna Sabalenka [2]       |
| 27  | 30     | Jeļena Ostapenko         | 2170   | 75                  | 0              | 2095          | Baja por lesión antes de la primera ronda.           |
| 28  | 28     | Anett Kontaveit          | 2315   | 240                 | 130            | 2205          | Tercera ronda, perdió ante Iga Świątek [7]           |
| 29  | 31     | Veronika Kudermétova     | 2040   | 20                  | 10             | 2030          | Primera ronda, perdió ante Sorana Cîrstea            |
| 30  | 32     | Petra Martić             | 2005   | 490                 | 70             | 1585          | Segunda ronda, perdió ante Ajla Tomljanović          |
| 31  | 33     | Yulia Putintseva         | 1910   | 430                 | 10             | 1490          | Primera ronda, perdió ante Kaia Kanepi               |
| 32  | 34     | Ekaterina Alexandrova    | 1866   | 70                  | 70             | 1866          | Segunda ronda, perdió ante Kamilla Rakhimova [LL]    |

#### Bajas femeninas notables
| Clasif | Jugador         | Puntos | Puntos por defender | Puntos ganados | Nuevos puntos | Motivo               |
| ------ | --------------- | ------ | ------------------- | -------------- | ------------- | -------------------- |
| 6      | Sofia Kenin     | 5030   | 338                 | 0              | 4692          | Positiva a COVID-19. |
| 22     | Serena Williams | 2891   | 1300                | 0              | 1591          | Lesión en el muslo.  |

## Cabezas de serie dobles
| Jugadores             | Jugadores         | Clasif | N.º |
| --------------------- | ----------------- | ------ | --- |
| Nikola Mektić         | Mate Pavić        | 3      | 1   |
| Marcel Granollers     | Horacio Zeballos  | 9      | 2   |
| Pierre-Hugues Herbert | Nicolas Mahut     | 11     | 3   |
| Rajeev Ram            | Joe Salisbury     | 13     | 4   |
| Juan Sebastián Cabal  | Robert Farah      | 19     | 5   |
| Kevin Krawietz        | Horia Tecău       | 31     | 6   |
| Jamie Murray          | Bruno Soares      | 33     | 7   |
| John Peers            | Filip Polášek     | 39     | 8   |
| Łukasz Kubot          | Marcelo Melo      | 39     | 9   |
| Wesley Koolhof        | Jean-Julien Rojer | 51     | 10  |
| Raven Klaasen         | Ben McLachlan     | 52     | 11  |
| Tim Puetz             | Michael Venus     | 53     | 12  |
| Rohan Bopanna         | Ivan Dodig        | 58     | 13  |
| Simone Bolelli        | Máximo González   | 60     | 14  |
| Andrey Golubev        | Andreas Mies      | 60     | 15  |
| Sander Gillé          | Joran Vliegen     | 61     | 16  |

| Jugadoras            | Jugadoras             | Clasif | N.º |
| -------------------- | --------------------- | ------ | --- |
| Su-Wei Hsieh         | Elise Mertens         | 1      | 1   |
| Barbora Krejčiková   | Kateřina Siniaková    | 2      | 2   |
| Shuko Aoyama         | Ena Shibahara         | 3      | 3   |
| Nicole Melichar      | Demi Schuurs          | 4      | 4   |
| Gabriela Dabrowski   | Luisa Stefani         | 5      | 5   |
| Veronika Kudermétova | Bethanie Mattek-Sands | 6      | 6   |
| Alexa Guarachi       | Desirae Krawczyk      | 7      | 7   |
| Darija Jurak         | Andreja Klepač        | 8      | 8   |
| Jeļena Ostapenko     | Vera Zvonareva        | 9      | 9   |
| Caroline Dolehide    | Storm Sanders         | 10     | 10  |
| Cori Gauff           | Caty McNally          | 11     | 11  |
| Nadiia Kichenok      | Raluca Olaru          | 12     | 12  |
| Asia Muhammad        | Jessica Pegula        | 13     | 13  |
| Samantha Stosur      | Shuai Zhang           | 14     | 14  |
| Marie Bouzková       | Lucie Hradecká        | 15     | 15  |
| Ellen Perez          | Květa Peschke         | 16     | 16  |
| Aleksandra Krunić    | Nina Stojanović       | 17     | 17  |

### Dobles mixto
| Jugadores             | Jugadores     | Clasif | N.º |
| --------------------- | ------------- | ------ | --- |
| Nicole Melichar       | Ivan Dodig    | 1      | 1   |
| Desirae Krawczyk      | Joe Salisbury | 2      | 2   |
| Alexa Guarachi        | Neal Skupski  | 3      | 3   |
| Luisa Stefani         | Marcelo Melo  | 4      | 4   |
| Bethanie Mattek-Sands | Jamie Murray  | 5      | 5   |
| Ena Shibahara         | Ben McLachlan | 6      | 6   |
| Hao-Ching Chan        | Michael Venus | 7      | 7   |
| Demi Schuurs          | Sander Gillé  | 8      | 8   |

## Invitados
| - Jenson Brooksby - Ernesto Escobedo - Brandon Nakashima - Emilio Nava - Max Purcell - Sam Riffice - Jack Sock - Zachary Svajda | - Hailey Baptiste - Ashlyn Krueger - Caty McNally - Emma Navarro - Storm Sanders - Coco Vandeweghe - Katie Volynets - Venus Williams |

| - Christopher Eubanks / Bjorn Fratangelo - Robert Galloway / Alex Lawson - Steve Johnson / Sam Querrey - Evan King / Hunter Reese - Mitchell Krueger / Michael Mmoh - Nathaniel Lammons / Jackson Withrow - Eliot Spizzirri / Tyler Zink | - Usue Maitane Arconada / Whitney Osuigwe - Hailey Baptiste / Emma Navarro - Madison Brengle / Claire Liu - Lauren Davis / Ingrid Neel - Makenna Jones / Elizabeth Scotty - Ashlyn Krueger / Robin Montgomery - Sania Mirza / Coco Vandeweghe |

### Dobles mixto
- Reese Brantmeier /  Nicholas Monroe
- Elvina Kalieva /  Bruno Kuzuhara
- Madison Keys /  Bjorn Fratangelo
- Jamie Loeb /  Mitchell Krueger
- Sania Mirza /  Rajeev Ram
- Asia Muhammad /  Jackson Withrow
- Sabrina Santamaria /  Nathaniel Lammons
- Sachia Vickery /  Nathan Pasha

## Clasificación
Las competiciones clasificatorias tendrán lugar en el Centro Nacional de Tenis USTA Billie Jean King del 24 al 27 de agosto de 2021.
| 1. Marco Trungelliti 2. Peter Gojowczyk 3. Christopher Eubanks 4. Kamil Majchrzak 5. Oscar Otte 6. Botic van de Zandschulp 7. Evgeny Donskoy 8. Quentin Halys 9. Maximilian Marterer 10. Holger Rune 11. Maxime Cressy 12. Alex Molčan 13. Antoine Hoang 14. Henri Laaksonen 15. Ivo Karlović 16. Cem Ilkel | 1. Ana Konjuh 2. Anna Schmiedlová 3. Nuria Parrizas 4. Emma Raducanu 5. Cristina Bucșa 6. Rebecca Marino 7. Elena-Gabriela Ruse 8. Katie Boulter 9. Valentini Grammatikopoulou 10. Astra Sharma 11. Kristýna Plíšková 12. Harriet Dart 13. Olga Danilović 14. Dalma Gálfi 15. Rebeka Masarova 16. Jamie Loeb |

## Campeones defensores
| Evento                      | Campeones de 2020                   | Campeones de 2021               |
| --------------------------- | ----------------------------------- | ------------------------------- |
| Individual masculino        | Dominic Thiem                       | Daniil Medvédev                 |
| Individual femenino         | Naomi Osaka                         | Emma Raducanu                   |
| Dobles masculino            | Mate Pavić Bruno Soares             | Rajeev Ram Joe Salisbury        |
| Dobles femenino             | Laura Siegemund Vera Zvonareva      | Samantha Stosur Shuai Zhang     |
| Dobles mixto                | Bethanie Mattek-Sands Jamie Murray  | Desirae Krawczyk Joe Salisbury  |
| Individual júnior masculino | Jonáš Forejtek                      | Daniel Rincón                   |
| Individual júnior femenino  | María Camila Osorio                 | Robin Montgomery                |
| Dobles júnior masculino     | Eliot Spizzirri Tyler Zink          | Max Westphal Coleman Wong       |
| Dobles júnior femenino      | Kamilla Bartone Oksana Selekhmeteva | Ashlyn Krueger Robin Montgomery |

## Campeones

### Sénior

#### Individual masculino
Daniil Medvédev venció a  Novak Djokovic por 6-4, 6-4, 6-4

#### Individual femenino
Emma Raducanu venció a  Leylah Fernandez por 6-4, 6-3

#### Dobles masculino
Rajeev Ram /  Joe Salisbury vencieron a  Jamie Murray /  Bruno Soares por 3-6, 6-2, 6-2

#### Dobles femenino
Samantha Stosur /  Shuai Zhang vencieron a  Cori Gauff /  Caty McNally por 6-3, 3-6, 6-3

#### Dobles mixto
Desirae Krawczyk /  Joe Salisbury vencieron a  Giuliana Olmos /  Marcelo Arévalo por 7-5, 6-2

### Júnior

#### Individual masculino
Daniel Rincón venció a  Shang Juncheng por 6-2, 7-6(6)

#### Individual femenino
Robin Montgomery venció a  Kristina Dmitruk por 6-2, 6-4

#### Dobles masculinos
Max Westphal /  Coleman Wong vencieron a  Viacheslav Bielinskyi /  Petr Nesterov por 6-3, 5-7, [10-1]

#### Dobles femeninos
Ashlyn Krueger /  Robin Montgomery vencieron a  Reese Brantmeier /  Elvina Kalieva por 5-7, 6-3, [10-4]

### Silla de ruedas

#### Individual masculino
Shingo Kunieda venció a  Alfie Hewett por 6-1, 6-4

#### Individual femenino
Diede de Groot venció a  Yui Kamiji por 6-3, 6-2

#### Dobles masculino
Alfie Hewett /  Gordon Reid vencieron a  Gustavo Fernández /  Shingo Kunieda por 6-2, 6-1

#### Dobles femenino
Diede de Groot /  Aniek van Koot vencieron a  Yui Kamiji /  Jordanne Whiley por 6-1, 6-2

#### Individual Quad
Dylan Alcott venció a  Niels Vink por 7-5, 6-2

#### Dobles Quad
Sam Schröder /  Niels Vink vencieron a  Dylan Alcott /  Heath Davidson por 6-3, 6-2